# Il tempo non sente ragione
Il tempo non sente ragione è un brano musicale registrato da Eros Ramazzotti, pubblicato il 12 maggio 2015 come secondo singolo estratto dall'album Perfetto.
Lo stesso giorno il brano è stato anche reso disponibile per il download digitale e per l'airplay radiofonico.